# Марашки панаир
Марашкият панаир е панаир, провеждан в миналото в местността Мараш кър (Панаирно поле), на югоизток от Пазарджик, край река Марица в периода от 30 юни до 15 август.
Възникването на панаира датира вероятно преди основаването на града. На панаира се продават аби и кебета от селата в Родопите, шаяци от Панагюрище, гайтани от Калофер, жито, добитък и железни изделия. Идват търговци от Мала Азия, Молдова, Влашко, Сърбия, Босна.
След Освобождението през 1878 г. панаирът запада.